# Spermolepis gigantea
Spermolepis gigantea är en växtart i släktet Spermolepis och familjen flockblommiga växter. Den beskrevs först av John Merle Coulter och Joseph Nelson Rose, och fick sitt nu gällande namn av G. L. Nesom 2012.
Arten är en ettårig ört som förekommer i öknen i södra Kalifornien, Arizona och norra Mexiko.